# Trương Mạn Ngọc
Trương Mạn Ngọc (tiếng Trung: 張曼玉, tiếng Anh: Maggie Cheung Man-yuk, sinh ngày 20 tháng 9 năm 1964) là một cựu nữ diễn viên người Hồng Kông. Bà là nữ diễn viên người châu Á đầu tiên giành giải Nữ diễn viên xuất sắc (Prix d'interprétation féminine) tại Liên hoan phim Cannes và là sao Hoa ngữ đầu tiên đoạt giải Gấu bạc (Nữ diễn viên xuất sắc) tại Liên hoan phim quốc tế Berlin. Bên cạnh đó, bà còn là người giữ kỷ lục về số lần được trao giải Nữ diễn viên chính xuất sắc nhất tại giải thưởng Điện ảnh Hồng Kông (5 lần) và giải Kim Mã (5 lần), cùng với giải Kim Mã cho nữ diễn viên phụ xuất sắc nhất năm 1990.
Tuy đã giải nghệ, bà vẫn được xem là một trong những nữ diễn viên xuất sắc nhất trong lịch sử điện ảnh của Trung Quốc.

## Tiểu sử
Trương Mạn Ngọc sinh tại Hồng Kông trong một gia đình thương gia gốc Thượng Hải. Do gia đình chuyển sang Anh Quốc sinh sống nên thời thơ ấu và niên thiếu của bà trải qua ở nước ngoài.
Năm 1983, Trương Mạn Ngọc trở về Hồng Kông tham gia cuộc thi Hoa hậu Hồng Kông của hãng truyền hình TVB và được trao ngôi Á hậu 1. Sau đó, bà đại diện cho Hồng Kông tại cuộc thi Hoa hậu Thế giới 1983 và dừng chân ở Top 15. Danh hiệu sắc đẹp đã mở ra con đường cho Trương Mạn Ngọc đến với nghệ thuật, bà bắt đầu tham gia các bộ phim truyền hình của hãng TVB, trong đó phải kể tới bộ Tân trát sư huynh (新紮師兄, 1984) đóng cùng Lương Triều Vĩ và Lưu Gia Linh.
Trương đóng phim điện ảnh cũng từ năm 1984 và chỉ một năm sau đó bà đã có vai diễn ấn tượng trong phim Câu chuyện cảnh sát (警察故事, 1985), đó là vai A Mỹ, bạn gái của cảnh sát Trần Gia Câu do Thành Long thủ vai. Trong giai đoạn đầu của sự nghiệp điện ảnh, vai diễn của Trương trong các bộ phim thường chỉ là các cô gái xinh đẹp và không đòi hỏi cao về kỹ năng diễn xuất. Năm 1988, Trương Mạn Ngọc thực sự chứng tỏ khả năng diễn xuất của bà với vai diễn đột phá trong phim Vượng Giác Ca môn (旺角卡門, 1988), một tác phẩm của đạo diễn Vương Gia Vệ. Trương được đề cử giải Nữ diễn viên chính xuất sắc nhất tại Giải thưởng Điện ảnh Hồng Kông và cũng đánh dấu sự cộng tác lâu dài và thành công giữa bà và đạo diễn Vương Gia Vệ.
Sau thành công nghệ thuật đầu tay này, Trương Mạn Ngọc tiếp tục tham gia những bộ phim nghệ thuật và trở thành ngôi sao của điện ảnh Hồng Kông qua các bộ phim có doanh thu cao như Đông phương tam hiệp (東方三俠, 1993) hay những phim được giới phê bình đánh giá cao như Đông Tà Tây Độc (東邪西毒, 1994) và Điềm mật mật (甜蜜蜜, 1996).
Sau những thành công với điện ảnh Hồng Kông, Trương tham gia bộ phim nước ngoài đầu tiên vào năm 1996, bộ phim Pháp Irma Vep của đạo diễn Olivier Assayas. Hai người sau đó đã kết hôn năm 1998 và chia tay nhau năm 2001. Năm 2004, Trương Mạn Ngọc và Assayas hợp tác trở lại trong bộ phim Clean, tác phẩm này giúp bà trở thành nữ diễn viên người châu Á đầu tiên giành giải Nữ diễn viên xuất sắc (Prix d'interprétation féminine).
Kể từ năm 2000 trở lại đây, Trương Mạn Ngọc tham gia rất ít phim, tuy nhiên hầu như phim nào bà cũng được đánh giá cao. Ngoài vai Vương Nhã Vi trong Clean, Trương còn được đánh giá cao về diễn xuất trong bộ phim của đạo diễn Vương Gia Vệ là Tâm trạng khi yêu (花樣年華, 2000), cũng như vai diễn của trong phim Anh hùng (英雄, 2002) của đạo diễn Trương Nghệ Mưu. Từ sau năm 2004, bà đã tạm ngừng sự nghiệp cho đến khi trở lại con đường diễn xuất vào năm 2009, rồi sau đó bà giải nghệ vào năm 2013.

## Giải thưởng
| Giải Thưởng                             | Năm  | Hạng Mục                         | Tác Phẩm Đề Cử                  | Kết Quả   |
| --------------------------------------- | ---- | -------------------------------- | ------------------------------- | --------- |
| Liên hoan phim Berlin                   | 1992 | Nữ diễn viên chính xuất sắc nhất | Nguyễn Linh Ngọc                | Đoạt giải |
| Liên hoan phim Châu Á - Thái Bình Dương | 1997 | Nữ diễn viên chính xuất sắc nhất | Điềm mật mật                    | Đoạt giải |
| Liên hoan phim Durban                   | 1997 | Nữ diễn viên chính xuất sắc nhất | Tâm trạng khi yêu               | Đoạt giải |
| Liên hoan phim Chicago                  | 1992 | Nữ diễn viên chính xuất sắc nhất | Nguyễn Linh Ngọc                | Đoạt giải |
| Hiệp hội phê bình phim Hồng Kông        | 1996 | Nữ diễn viên chính xuất sắc nhất | Điềm mật mật                    | Đoạt giải |
| Hiệp hội phê bình phim Châu Á           | 2001 | Nữ diễn viên chính xuất sắc nhất | Tâm trạng khi yêu               | Đoạt giải |
| Giải Kim Mã                             | 1989 | Nữ diễn viên chính xuất sắc nhất | Người New York                  | Đoạt giải |
| Giải Kim Mã                             | 1990 | Nữ diễn viên phụ xuất sắc nhất   | Cổn cổn hồng trần               | Đoạt giải |
| Giải Kim Mã                             | 1991 | Nữ diễn viên chính xuất sắc nhất | Nguyễn Linh Ngọc                | Đoạt giải |
| Giải Kim Mã                             | 1997 | Nữ diễn viên chính xuất sắc nhất | Điềm mật mật                    | Đoạt giải |
| Giải Kim Mã                             | 2000 | Nữ diễn viên chính xuất sắc nhất | Tâm trạng khi yêu               | Đoạt giải |
| Giải Kim Tượng                          | 1989 | Nữ diễn viên chính xuất sắc nhất | Vượng Giác Ca môn               | Đề cử     |
| Giải Kim Tượng                          | 1990 | Nữ diễn viên chính xuất sắc nhất | Bất thoái miệt đích nhân        | Đoạt giải |
| Giải Kim Tượng                          | 1990 | Nữ diễn viên chính xuất sắc nhất | Ái tại biệt hương đích quý tiết | Đề cử     |
| Giải Kim Tượng                          | 1990 | Nữ diễn viên phụ xuất sắc nhất   | Cổn cổn hồng trần               | Đề cử     |
| Giải Kim Tượng                          | 1992 | Nữ diễn viên chính xuất sắc nhất | Tân Long Môn khách sạn          | Đề cử     |
| Giải Kim Tượng                          | 1993 | Nữ diễn viên chính xuất sắc nhất | Nguyễn Linh Ngọc                | Đoạt giải |
| Giải Kim Tượng                          | 1997 | Nữ diễn viên chính xuất sắc nhất | Điềm mật mật                    | Đoạt giải |
| Giải Kim Tượng                          | 1998 | Nữ diễn viên chính xuất sắc nhất | Ba chị em họ Tống               | Đoạt giải |
| Giải Kim Tượng                          | 2001 | Nữ diễn viên chính xuất sắc nhất | Tâm trạng khi yêu               | Đoạt giải |
| Giải Kim Tượng                          | 2002 | Nữ diễn viên chính xuất sắc nhất | Anh hùng                        | Đề cử     |
| Giải Kim Tử Kinh                        | 1997 | Nữ diễn viên chính xuất sắc nhất | Điềm mật mật                    | Đoạt giải |

- Năm 2005, trong cuộc bình chọn nhân kỷ niệm 100 năm nền điện ảnh Trung Hoa, bà đã được bình chọn là "Nữ diễn viên Trung Quốc được yêu thích nhất", cùng với Trương Quốc Vinh ở hạng mục "Nam diễn viên Trung Quốc được yêu thích nhất".
- Liên hoan phim quốc tế Hawaii
  - Giải thưởng Thành tựu trong diễn xuất (2004)
- Liên hoan phim thế giới Montreal lần thứ 29
  - Giải đặc biệt cho các đóng góp cho nghệ thuật điện ảnh (2005)
- Liên hoan phim quốc tế Thượng Hải lần thứ 10
  - Giải thưởng đóng góp xuất sắc cho điện ảnh Trung Quốc (2007)

## Phim đã tham gia

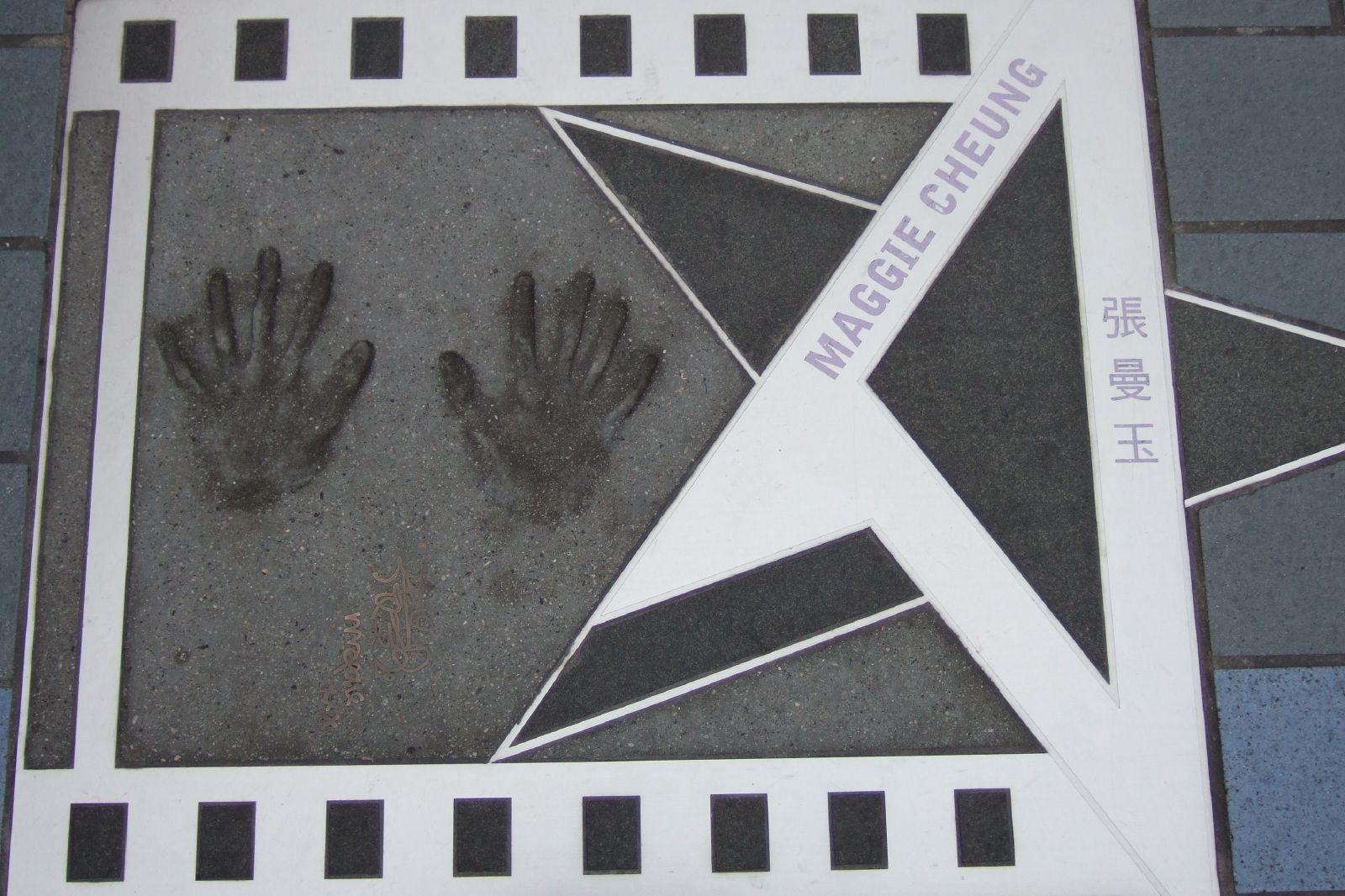
Ngôi sao của Trương Mạn Ngọc trên Đại lộ Ngôi sao, Hồng Kông.

### Truyền hình
| Năm  | Tên phim             | Chữ Hán  |
| ---- | -------------------- | -------- |
| 1984 | Họa xuất hải hồng    | 畫出彩虹 |
| 1984 | Tân trát sư huynh    | 新紮師兄 |
| 1985 | Võ lâm thế gia       | 武林世家 |
| 1985 | Sách đáng phách đáng | 拆擋拍擋 |
| 1985 | Dương gia tướng      | 楊家將   |

### Điện ảnh
| Năm  | Tên phim                                               | Chữ Hán                    |
| ---- | ------------------------------------------------------ | -------------------------- |
| 1984 | Thanh oa vương tử                                      | 青蛙王子                   |
| 1984 | Duyên phận                                             | 緣份                       |
| 1985 | Ma đăng tiên lý kỳ duyên                               | 摩登仙履奇緣               |
| 1985 | Câu chuyện cảnh sát                                    | 警察故事                   |
| 1985 | Thánh đản kỳ ngộ kết lương duyên                       | 聖誕奇遇結良緣             |
| 1986 | Mân côi đích cố sự                                     | 玫瑰的故事                 |
| 1986 | Khai tâm quỷ chàng quỷ                                 | 開心鬼撞鬼                 |
| 1986 | Nguyên Chấn Hiệp và Vệ Tư Lý                           | 原振俠與衛斯理             |
| 1987 | Thiên tứ lương duyên                                   | 天賜良緣                   |
| 1987 | Tâm khiêu nhất bách                                    | 心跳一百                   |
| 1987 | Tinh trang truy nữ tử                                  | 精裝追女仔                 |
| 1987 | Kế hoạch A phần II                                     | A計劃續集                  |
| 1988 | Ứng triệu nữ lang                                      | 應召女郎                   |
| 1988 | Ái đích đào binh                                       | 愛的逃兵                   |
| 1988 | Góa phụ tân nương                                      | 過埠新娘                   |
| 1988 | Song phì lâm môn                                       | 雙肥臨門                   |
| 1988 | Vượng Giác Ca môn                                      | 旺角卡門                   |
| 1988 | Nam Bắc mụ đả                                          | 南北媽打                   |
| 1988 | Nguyệt lượng tinh tinh thái dương                      | 月亮星星太陽               |
| 1988 | Cầu ái cảm tử đội                                      | 求愛敢死隊                 |
| 1988 | Câu chuyện cảnh sát 2                                  | 警察故事續集               |
| 1988 | Phì miêu lưu lãng ký                                   | 肥貓流浪記                 |
| 1988 | Hoàng sắc cố sự                                        | 黃色故事                   |
| 1988 | Lưu kim tuế nguyệt                                     | 流金歲月                   |
| 1989 | Tiểu tiểu tiểu cảnh sát                                | 小小小警察                 |
| 1989 | Bất thoái miệt đích nhân                               | 不脫襪的人                 |
| 1989 | Thiếu nữ tâm                                           | 少女心                     |
| 1989 | Tái kiến Vương Lão Ngũ                                 | 再見王老五                 |
| 1989 | Ngã yếu phú quý                                        | 我要富貴                   |
| 1989 | Cầu ái dạ kinh hồn                                     | 求愛夜驚魂                 |
| 1989 | Cấp đồng kỳ hiệp                                       | 急凍奇俠                   |
| 1989 | Thần dũng song muội                                    | 神勇雙妹嘜                 |
| 1990 | Người New York                                         | 人在紐約                   |
| 1990 | Tam nhân tân Thế giới                                  | 三人新世界                 |
| 1990 | Khách đồ thu hận                                       | 客途秋恨                   |
| 1990 | Hồng trường phi long                                   | 紅場飛龍                   |
| 1990 | Ái tại biệt hương đích quý tiết                        | 愛在別鄉的季節             |
| 1990 | Cổn cổn hồng trần                                      | 滾滾紅塵                   |
| 1991 | A Phi chính truyện                                     | 阿飛正傳                   |
| 1991 | Chí tại xuất vị                                        | 志在出位                   |
| 1991 | Hào môn dạ yến                                         | 豪門夜宴                   |
| 1991 | Phú quý cát tường                                      | 富貴吉祥                   |
| 1991 | Hắc tuyết                                              | 黑雪                       |
| 1991 | Song thành cố sự                                       | 雙城故事                   |
| 1991 | Nguyễn Linh Ngọc                                       | 阮玲玉                     |
| 1992 | Lưỡng cá nữ nhân, nhất cá tịnh, nhất cá ngô tịnh       | 兩個女人，一個靚，一個唔靚 |
| 1992 | Bạch mân côi                                           | 白玫瑰                     |
| 1992 | Chuyện hỉ trong nhà                                    | 家有喜事                   |
| 1992 | Chân đích ái                                           | 真的愛妳                   |
| 1992 | Tân Long Môn khách sạn                                 | 新龍門客棧                 |
| 1992 | Anh hùng thứ thiệt                                     | 嘩! 英雄                   |
| 1992 | Chiến thần truyền thuyết                               | 戰神傳說                   |
| 1992 | Song long hội                                          | 雙龍會                     |
| 1992 | Câu chuyện cảnh sát 3: Siêu cảnh sát                   | 警察故事3: 超級警察        |
| 1993 | Thiên diện thiên vương                                 | 千面天王                   |
| 1993 | Xích cước tiểu tử                                      | 赤腳小子                   |
| 1993 | Đông phương tam hiệp                                   | 東方三俠                   |
| 1993 | Võ hiệp thất công chủ                                  | 武俠七公主                 |
| 1993 | Thanh xà                                               | 青蛇                       |
| 1993 | Phi việt mê tình                                       | 飛越謎情                   |
| 1993 | Xạ điêu anh hùng truyện chi đông thành tây tựu         | 射鵰英雄傳之東成西就       |
| 1993 | Thần kinh đao dữ phi thiên miêu                        | 神經刀與飛天貓             |
| 1993 | Truy nam tử                                            | 追男仔                     |
| 1993 | Hiện đại hào hiệp truyện                               | 現代豪俠傳                 |
| 1993 | Liêm chính đệ nhất kích                                | 廉政第一擊                 |
| 1993 | Tế Công                                                | 濟公                       |
| 1994 | Tân đồng cư thời đại                                   | 新同居時代                 |
| 1994 | Đông tà Tây độc                                        | 東邪西毒                   |
| 1996 | Điềm mật mật                                           | 甜蜜蜜                     |
| 1996 | Irma Vep (phim Pháp)                                   | 女飛賊再現江湖             |
| 1997 | Ba chị em họ Tống Three Soong Sisters                  | 宋家皇朝                   |
| 1998 | Chiếc hộp Trung Hoa (phim Mỹ)                          | 中國匣                     |
| 2000 | Nhất kiến chung tình                                   | 一見鍾情                   |
| 2000 | Augustin, roi du Kung-fu (phim Pháp)                   | 愛在異鄉的故事             |
| 2000 | Tâm trạng khi yêu                                      | 花樣年華                   |
| 2002 | Anh hùng                                               | 英雄                       |
| 2004 | 2046                                                   | 2046                       |
| 2004 | Clean                                                  | 錯過又如何                 |
| 2008 | Đông Tà Tây Độc, cát bụi thời gian Ashes of Time Redux | 東邪西毒(终极版)           |
| 2009 | Định mệnh Inglourious Basterds                         | 惡棍特工                   |
| 2010 | Tòa thành nhiệt luyến Hot Summer Days                  | 全城热恋                   |
| 2015 | Playtime                                               | 游戏时间                   |